# Hiroshi Amano
Hiroshi Amano (Japams: 天野 浩, Amano Hiroshi) (Hamamatsu, 11 september 1960) is een Japans natuurkundige. In 2014 won hij samen met Isamu Akasaki en Shuji Nakamura de Nobelprijs voor de Natuurkunde voor de uitvinding van efficiente blauwlichtdiodes die energiebesparende witte verlichting mogelijk maken.

## Biografie
Amano behaalde zijn bachelor en mastergraad elektronica in respectievelijk 1983 en 1985 aan de Universiteit van Nagoya waar hij in 1989 promoveerde. Van 1988 tot 1992 was hij aan deze universiteit verbonden alvorens hij naar de Meijo-universiteit ging als universitair docent. In 1998 werd hij er universitair hoofddocent en in 2002 hoogleraar. Sedert 2010 is Amano hoogleraar aan de Graduate School of Engineering van de universiteit van Nagoya.
Samen met mede-Nobellaureaat Akasi slaagde Amano erin zuivere kristallen galliumnitride (GaN) te laten groeien op een substraat van saffier. Galliumnitride is een halfgeleidermateriaal dat als basis wordt gebruikt voor het maken van efficiënte blauwlicht diodes, omdat galliumnitride een bandkloof van 3,4 eV heeft wat het mogelijk maakt om ultraviolet licht uit te zenden. In 1990 werd door Amano en Akasaki de eerste blauwlicht led gefabriceerd.